# Onycocaris longirostris
Onycocaris longirostris är en kräftdjursart som beskrevs av Bruce 1980. Onycocaris longirostris ingår i släktet Onycocaris och familjen Palaemonidae. Inga underarter finns listade i Catalogue of Life.